# Megan Romano

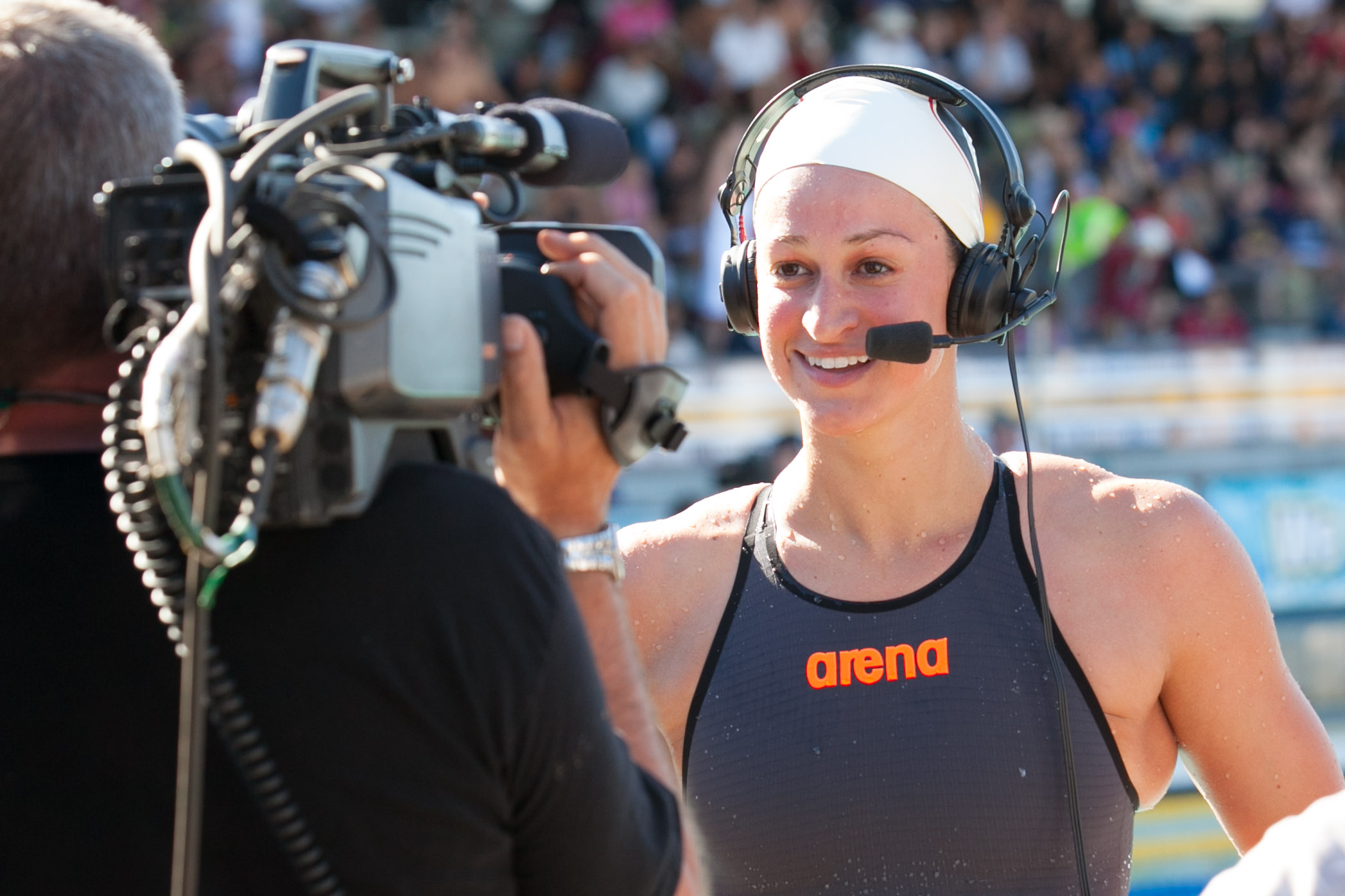
Megan Romano 2013 in Santa Clara

Megan Romano (* 2. Februar 1991) ist eine ehemalige Schwimmerin aus den Vereinigten Staaten. Sie gewann bei Weltmeisterschaften jeweils zwei Goldmedaillen auf der 50-Meter-Bahn und auf der 25-Meter-Bahn.

## Sportliche Karriere
Megan Romano wuchs in Saint Petersburg in Florida auf. Bei den Juniorenweltmeisterschaften 2008 wurde Romano Dritte über 100 Meter Freistil und gewann mit der 4-mal-100-Meter-Freistilstaffel. Sie studierte danach an der University of Georgia und schwamm für deren Sportteam. Bei der Universiade 2011 in Shenzhen gewann sie Silber mit der 4-mal-100-Meter-Freistilstaffel. Ebenfalls Zweite wurde sie mit der 4-mal-100-Meter-Lagenstaffel. Hinzu kam eine Bronzemedaille über 100 Meter Freistil. Größter Erfolg war der Sieg mit der 4-mal-200-Meter-Freistilstaffel.
Ende 2012 bei den Kurzbahnweltmeisterschaften in Istanbul schwamm die 4-mal-200-Meter-Freistilstaffel mit Jasmine Tosky, Shannon Vreeland, Chelsea Chenault und Allison Schmitt die schnellste Vorlaufzeit. Im Endlauf gewannen Megan Romano, Chelsea Chenault, Shannon Vreeland und Allison Schmitt vor den Russinnen. Über 100 Meter Freistil wurde Romano Zweite mit 0,17 Sekunden Rückstand auf die Deutsche Britta Steffen. In der 4-mal-100-Meter-Lagenstaffel belegten Olivia Smoliga, Jessica Hardy, Claire Donahue und Megan Romano den dritten Platz hinter den Däninnen und den Australierinnen. Die 4-mal-100-Meter-Freistilstaffel mit Lia Neal, Allison Schmitt, Shannon Vreeland und Olivia Smoliga war das schnellste Quartett im Vorlauf, im Finale siegten Megan Romano, Jessica Hardy, Lia Neal und Allison Schmitt.
Im Juli 2013 bei der Universiade in Kasan wurde Romano mit der 4-mal-100-Meter-Freistilstaffel Zweite hinter den Russinnen. Über 100 Meter Freistil belegte sie den dritten Rang. Über 100 Meter Rücken gewann die Russin Anastassija Sujewa mit 0,02 Sekunden Vorsprung vor Romano. Ihren einzigen Titel gewann Romano mit der 4-mal-200-Meter-Freistilstaffel. Es folgte die Bronzemedaille über 50 Meter Freistil und mit der 4-mal-100-Meter-Lagenstaffel. Zwei Wochen später bei den Weltmeisterschaften in Barcelona schwamm die 4-mal-100-Meter-Freistilstaffel im Vorlauf mit Simone Manuel, Natalie Coughlin, Elizabeth Pelton und Megan Romano. Im Finale schlugen Missy Franklin, Natalie Coughlin, Shannon Vreeland und Megan Romano 0,12 Sekunden vor den Australierinnen an. Eine zweite Goldmedaille erhielt Romano mit der 4-mal-100-Meter-Lagenstaffel. Im Vorlauf qualifizierten sich Elizabeth Pelton, Breeja Larson, Claire Donahue und Shannon Vreeland mit der schnellsten Zeit für das Finale. Im Endlauf gewannen Missy Franklin, Jessica Hardy, Dana Vollmer und Megan Romano mit fast zwei Sekunden Vorsprung vor den Australierinnen und waren dabei fünf Sekunden schneller als ihre Landsfrauen im Vorlauf.
Romano setzte ihre Karriere noch bis zu den Olympic Trials 2016 fort, konnte sich aber nicht mehr für die Teilnahme an internationalen Meisterschaften qualifizieren.